# Mycodiplosis
Mycodiplosis is een muggengeslacht uit de familie van de galmuggen (Cecidomyiidae).

## Soorten
- M. buhri Holz, 1970
- M. ceomatis (Winnertz, 1853)
- M. coniophaga (Winnertz, 1853)
- M. constricta (Kolesik, 2022)
- M. emarginata Felt, 1907
- M. erysiphes (Rubsaamnen, 1889)
- M. explicata (Felt, 1908)
- M. fungiperda Felt, 1915
- M. gloeopeniophorae (Rübsaamen, 1925)
- M. gymnosporangii Kieffer, 1904
- M. heterosaetosa Holz, 1970
- M. inimica (Fitch, 1861)
- M. isosaetosa Holz, 1970
- M. kraussei (Wolff, 1910)
- M. limbata (Winnertz, 1953)
- M. melampsorae (Rübsaamen, 1889)
- M. oidii (Hardy, 1854)
- M. padi Mamaeva, 1964
- M. pucciniae (Pritchard, 1948)

- M. pulsatillae (Kieffer, 1888)
- M. rotundata Felt, 1908
- M. saundersi Barnes, 1927
- M. siphae (Del Guercio, 1918)
- M. sphaerothecae (Rübsaamen, 1889)
- M. thoracica (Fitch, 1845)
- M. tremulae Kieffer, 1895
- M. tussilaginis Kieffer, 1895